# Santiago Londoño Ruiz
Wilmar Santiago Londoño Ruiz (Medellín, Colombia; 9 de marzo de 1995) es un exfutbolista colombiano. Jugaba de guardameta y defendió a los equipos Envigado y Deportivo Pereira.

## Trayectoria
Londoño comenzó su carrera en el Envigado, donde debutó en el primer equipo en 2012 ante Sucre por la Copa Colombia.
En febrero de 2023, firmó en el Deportivo Pereira de la Categoría Primera A después de 10 temporadas en Envigado.
Anunció su retiro anticipado en febrero de 2023.

## Estadísticas
Actualizado al último partido disputado el 27 de abril de 2023.
| Club                         | Div.          | Temporada     | Liga  | Liga  | Copas nacionales | Copas nacionales | Copas internacionales | Copas internacionales | Total | Total |
| Club                         | Div.          | Temporada     | Part. | Goles | Part.            | Goles            | Part.                 | Goles                 | Part. | Goles |
| ---------------------------- | ------------- | ------------- | ----- | ----- | ---------------- | ---------------- | --------------------- | --------------------- | ----- | ----- |
| Envigado · Colombia          | 1.ª           | 2012          | 0     | 0     | 2                | 0                | 0                     | 0                     | 2     | 0     |
| Envigado · Colombia          | 1.ª           | 2015          | 0     | 0     | 0                | 0                | —                     | —                     | 0     | 0     |
| Envigado · Colombia          | 1.ª           | 2017          | 15    | 0     | 6                | 0                | —                     | —                     | 21    | 0     |
| Envigado · Colombia          | 1.ª           | 2018          | 26    | 0     | 2                | 0                | —                     | —                     | 28    | 0     |
| Envigado · Colombia          | 1.ª           | 2019          | 11    | 0     | 6                | 0                | —                     | —                     | 17    | 0     |
| Envigado · Colombia          | 1.ª           | 2020          | 17    | 0     | 0                | 0                | —                     | —                     | 17    | 0     |
| Envigado · Colombia          | 1.ª           | 2021          | 23    | 0     | 1                | 0                | —                     | —                     | 24    | 0     |
| Envigado · Colombia          | 1.ª           | 2022          | 14    | 0     | 0                | 0                | —                     | —                     | 14    | 0     |
| Envigado · Colombia          | Total club    | Total club    | 106   | 0     | 17               | 0                | 0                     | 0                     | 123   | 0     |
| Deportivo Pereira · Colombia | 1.ª           | 2023          | 2     | 0     | 0                | 0                | 0                     | 0                     | 2     | 0     |
| Deportivo Pereira · Colombia | Total club    | Total club    | 2     | 0     | 0                | 0                | 0                     | 0                     | 2     | 0     |
| Total carrera                | Total carrera | Total carrera | 108   | 0     | 17               | 0                | 0                     | 0                     | 125   | 0     |